# Liste der Wasserfälle in Tschechien
Die Liste der Wasserfälle in Tschechien umfasst Wasserfälle in den folgenden Gebirgsregionen:
- Isergebirge (Jizerské hory)
- Riesengebirge (Krkonoše)
- Rabengebirge (Vraní hory)
- Adersbach-Wekelsdorfer Felsen (Adršpašsko-Teplické skály)
- Adlergebirge (Orlické hory)
- Glatzer Schneegebirge (Králický Sněžník)
- Altvatergebirge (Hrubý Jeseník)
- Niederes Gesenke (Nízký Jeseník)
- Mährisch-Schlesische Beskiden (Moravskoslezské Beskydy)
- Böhmerwald (Šumava)
- Erzgebirge (Krušné hory)
- Böhmische Schweiz (České Švýcarsko)
- Lausitzer Gebirge (Lužické hory)
- Böhmisches Paradies (Český ráj)
- Böhmisches Mittelgebirge (České středohoří)

## Liste von Wasserfällen
| Wasserfall                                                                                                | Gewässer                                                         | Ort                                                                       | Höhe in m | Region / Lage                                                    | Bild  |
| --- | ---------------------------------------------------------------- | ------------------------------------------------------------------------- | --------- | ---------------------------------------------------------------- | ----- |
| Stolpichfall (Štolpišský vodopád)                                                                         | Schwarzer Stolpich (Velký Štolpich)                              | Hejnice                                                                   | 30        | Isergebirge (Jizerské hory) (Lage)                               |       |
| Stolpichfall (Vodopád Bílý Štolpich oder Malý Štolpich)                                                   | Weißer Stolpich (Bílý Štolpich)                                  | Ferdinandov (Hejnice)                                                     |           | Isergebirge (Lage)                                               | siehe |
| Arnsdorfer Wasserfall (Arnoltický vodopád)                                                                | Arnsdorfer Bach (Arnoltický potok)                               | Bulovka                                                                   | 3         | Isergebirge (Lage)                                               | siehe |
| Hoher oder Tannwasserfall (Jedlový vodopád)                                                               | Tannwasser (Jedlová)                                             | Josefův Důl u Jablonce nad Nisou                                          | 7         | Isergebirge (Lage)                                               |       |
| Dessefälle (Vodopád Černé Desné) u. a. Hrncový v., Bukový v., Dlouhý v., Plotnový v.                      | Schwarze Desse (Černá Desná)                                     | Desná                                                                     | 7         | Isergebirge (Lage)                                               |       |
| Schwarzbachfall (Vodopád na Černém potoce)                                                                | Schwarzbach (Černý potok)                                        | Bílý Potok pod Smrkem                                                     | 7         | Isergebirge (Lage)                                               |       |
| Vodopád Bílé Smědé                                                                                        | Weißer Wittig (Bílá Směda)                                       | Smědava (Wittighaus) bei Bílý Potok pod Smrkem                            | 3         | Isergebirge (Lage)                                               | siehe |
| Elbfall (Labský vodopád)                                                                                  | Elbe (Labe)                                                      | Špindlerův Mlýn                                                           | 35        | Riesengebirge (Krkonoše) (Lage)                                  |       |
| Pantschefall (Pančavský vodopád)                                                                          | Pantschebach (Pančava)                                           | Špindlerův Mlýn                                                           | 148       | Riesengebirge (Lage)                                             |       |
| Pudelfall (Pudlavský vodopád)                                                                             | Pudelbach (Pudlava)                                              | Špindlerův Mlýn                                                           | 122       | Riesengebirge (Lage)                                             |       |
| Hofgrabenfall (Dvorský vodopád)                                                                           | Dvorský potok                                                    | Špindlerův Mlýn                                                           |           | Riesengebirge (Lage)                                             | siehe |
| Oberer Kleiner Elbfall (Malý Labský, horní vodopád)                                                       | Elbe (Labe)                                                      | Špindlerův Mlýn                                                           | 5         | Riesengebirge (Lage)                                             |       |
| Unterer Kleiner Elbfall (Malý Labský, spodní vodopád)                                                     | Elbe (Labe)                                                      | Špindlerův Mlýn                                                           | 17        | Riesengebirge (Lage)                                             |       |
| Oberer Weißwasserfall (Horní Vodopad na Bílém Labi)                                                       | Weißwasser (Bílé Labe)                                           | Špindlerův Mlýn                                                           |           | Riesengebirge (Lage)                                             |       |
| Unterer Weißwasserfall (Spodní Vodopad na Bílém Labi)                                                     | Weißwasser (Bílé Labe)                                           | Špindlerův Mlýn                                                           |           | Riesengebirge (Lage)                                             |       |
| Platten- oder Steinigtwasserfall (Kamenický vodopád)                                                      | Steinigtbach (Kamenice)                                          | Harrachov                                                                 |           | Riesengebirge (Lage)                                             |       |
| Mummelfall (Mumlavský vodopád)                                                                            | Mummel (Mumlava)                                                 | Harrachov                                                                 | 8         | Riesengebirge (Lage)                                             |       |
| Hüttenbachfall (Huťský vodopád)                                                                           | Hüttenbach (Huťský potok)                                        | Rokytnice nad Jizerou                                                     | 20        | Riesengebirge (Lage)                                             |       |
| Oberer Aupafall (Horní Úpský vodopád oder Velký Úpský vodopád)                                            | Aupa (Úpa)                                                       | Pec pod Sněžkou                                                           | 120       | Riesengebirge (Lage)                                             | siehe |
| Unterer Aupafall (Dolní Úpský vodopád oder Malý Úpský vodopád)                                            | Aupa (Úpa)                                                       | Pec pod Sněžkou                                                           | 45        | Riesengebirge (Lage)                                             | siehe |
| Fuchsbach-Wasserfall (Liščí vodopád)                                                                      | Fuchsbach (Zelený potok / Liščí potok)                           | Pec pod Sněžkou                                                           |           | Riesengebirge (Lage)                                             |       |
| Eulenfall (Soví vodopad)                                                                                  | Eulenbach (Soví potok)                                           | Malá Úpa                                                                  |           | Riesengebirge (Lage)                                             |       |
| Schleierfall (Závojový vodopád)                                                                           | Dobytčí potok                                                    | Malá Úpa                                                                  | 8         | Riesengebirge (Lage)                                             |       |
| Neupakaer Wasserfall (Sýkornický vodopád oder Dolní Novopacký vodopád)                                    | Rechter Zufluss der Zlatnice (pravý přítok Zlatnice)             | Nová Paka                                                                 | 8         | Riesengebirgsvorland (Podkrkonoší) (Lage)                        |       |
| Bečkovský vodopád                                                                                         | Bečkovský potok – Szklo                                          | Bečkov                                                                    | 3         | Rabengebirge (Vraní hory) (Lage)                                 |       |
| Großer Adersbacher Wasserfall (Velký Adršpašský vodopád)                                                  | Metuje                                                           | Adršpach                                                                  | 16        | Adersbach-Wekelsdorfer Felsen (Adršpašsko-Teplické skály) (Lage) |       |
| Mastecký vodopád (in einem Steinbruch)                                                                    | Zlatý potok / Lomský potok                                       | Masty (Mast), OT von Bílý Újezd (Weiß Aujesd), Okres Rychnov nad Kněžnou  | 9         | Adlergebirge (Orlické hory) (Lage)                               |       |
| Oberer Geister-Wasserfall (Vodopád Pod Strašidly)                                                         | Rechter Zufluss der March (Morava)                               | Horní Morava                                                              |           | Glatzer Schneegebirge (Králický Sněžník)                         |       |
| Unterer Geister-Wasserfall (Vodopád Pod Strašidly)                                                        | Rechter Zufluss der March (Morava)                               | Horní Morava                                                              | 18        | Glatzer Schneegebirge (Lage)                                     |       |
| Schnellbachfall (Prudký Vodopád)                                                                          | Schnellbach (Prudký potok)                                       | Hynčice pod Sušinou                                                       |           | Glatzer Schneegebirge (Lage)                                     |       |
| Oppafall (Vodopády Bílé Opavy)                                                                            | Weiße Oppa (Bílá Opava)                                          | Karlova Studánka                                                          | 16        | Altvatergebirge (Hrubý Jeseník) (Lage)                           |       |
| Borový vodopád                                                                                            | Borový potok                                                     | Kouty nad Desnou, Okres Šumperk                                           | 14        | Altvatergebirge (Lage)                                           | siehe |
| Hoher Wasserfall (Vysoký vodopád)                                                                         | Studený potok                                                    | Waldenburg (Bělá pod Pradědem)                                            | 28        | Altvatergebirge (Lage)                                           | siehe |
| Niesnersberger Wasserfall (auch Schlippengefälle) (Vodopády Stříbrného potoka, auch Nýznerovské vodopády) | Silberbach (Stříbrný potok)                                      | Nýznerov (Niesnersberg) bei Žulová, Okres Jeseník                         | 3         | Reichensteiner Gebirge (Rychlebské hory) (Lage)                  |       |
| Žlebský vodopád                                                                                           | Žlebský potok                                                    | Žleb bei Hanušovice                                                       | 6         | Hannsdorfer Bergland (Hanušovická vrchovina) (Lage)              |       |
| Wasserfall des Zlatý potok (Vodopád Zlatého potoka)                                                       | Goldgrubenbächlein (Zlatý potok)                                 | Pohoř (Pohorsch), OT von Odry                                             | 2         | Niederes Gesenke (Nízký Jeseník) (Lage)                          |       |
| Reschener Wasserfälle (Rešovské vodopády)                                                                 | Hangenbach (Huntava)                                             | Rešov (Reschen), OT von Horní Město                                       | 10        | Niederes Gesenke (Nízký Jeseník) (Lage)                          |       |
| Bučací vodopády                                                                                           | Bučací potok                                                     | Ostravice, Okres Frýdek-Místek                                            | 9         | Mährisch-Schlesische Beskiden (Moravskoslezské Beskydy) (Lage)   |       |
| Satinský vodopád                                                                                          | Satina                                                           | Malenovice, Okres Frýdek-Místek                                           | 1,7       | Mährisch-Schlesische Beskiden (Lage)                             |       |
| Vojnoměstecký vodopád                                                                                     | Vojnoměstecký potok                                              | Vojnův Městec, Okres Žďár nad Sázavou                                     | 13        | Böhmisch-Mährische Höhe (Českomoravská vrchovina) (Lage)         |       |
| Klammerloch-Wasserfall (Bílá strž)                                                                        | Weißbach (Bílý potok)                                            | Hamry na Šumavě, Okres Klatovy                                            | 13        | Böhmerwald (Lage)                                                |       |
| Paštěcký vodopád                                                                                          | Paštěcký potok – Křemelná                                        | Srní, Okres Klatovy                                                       | 3         | Böhmerwald (Šumava) (Lage)                                       | siehe |
| Sekerský vodopád                                                                                          | Plavebný potok – Křemelná                                        | Srní, Okres Klatovy                                                       | 4         | Böhmerwald (Lage)                                                | siehe |
| Wasserfall St. Wolfgang (Vodopády svatého Wolfganga)                                                      | Kleine Moldau oder Hammerbach (Menší Vltavice)                   | Vyšší Brod                                                                |           | Böhmerwald (Lage)                                                |       |
| Wasserfall im Theresiental (künstlich angelegt) (Terčino údolí – vodopád)                                 | Strobnitz (Stropnice – Terčino údolí)                            | Údolí bei Nové Hrady (Niederthal bei Gratzen), Okres České Budějovice     | 20        | Böhmerwald (Lage)                                                |       |
| Gaischwitzer Wasserfall (Kýšovický vodopád)                                                               | Gaischwitzer Bach (Kýšovický potok)                              | Kýšovice, Okres Chomutov                                                  | 26        | Erzgebirge (Krušné hory) (Lage)                                  | siehe |
| Gelobtbach-Wasserfall (Klopotský vodopád)                                                                 | Gelobtbach (Klopotský potok)                                     | Hřensko                                                                   |           | Böhmische Schweiz (České Švýcarsko) (Lage)                       |       |
| Edmundsklamm-Wasserfall (Vodopád v Tiché soutěsce)                                                        | Kamnitz – Edmundsklamm (Kamenice – Tichá soutěsca)               | Hřensko                                                                   | 4         | Böhmische Schweiz (České Švýcarsko) (Lage)                       |       |
| Wiesenwasserfall (Luční vodopád)                                                                          | Wiesenwasser (Luční potok)                                       | Mlýny, Okres Děčín                                                        | 6         | Lausitzer Gebirge (Lužické hory) (Lage)                          | siehe |
| Tachovský vodopád                                                                                         | Tachovský potok                                                  | Tachov, OT von Troskovice, Okres Semily                                   | 6         | Böhmisches Paradies (Český ráj) (Lage)                           |       |
| Bieberbachfall (Bobří vodopád)                                                                            | Bieberbach (Bobří potok)                                         | Verneřice, Okres Děčín                                                    | 9         | Böhmisches Mittelgebirge (České středohoří) (Lage)               |       |
| Blanský vodopád                                                                                           | Blanský potok                                                    | Mojžíř (Mosern), OT von Ústí nad Labem-Neštěmice                          | 8         | Böhmisches Mittelgebirge (Lage)                                  | siehe |
| Zieberniker Wasserfall (Stříbrnický vodopád)                                                              | Zieberniker Bach – Berthatal (Stříbrnický potok – Bertino údolí) | Stříbrníky (Ziebernik), OT von Ústí nad Labem                             |           | Böhmisches Mittelgebirge (Lage)                                  |       |
| Morawaner Wasserfall (Moravanský vodopád)                                                                 | Moravanka                                                        | Dolní Zálezly, Okres Ústí nad Labem                                       | 7         | Böhmisches Mittelgebirge (Lage)                                  | siehe |
| Prutschelfall (Průčelský vodopád)                                                                         | Prutschelbach (Průčelský potok)                                  | Brná (Birnai bei Aussig), Okres Ústí nad Labem                            | 6         | Böhmisches Mittelgebirge (Lage)                                  |       |
| Wannower Wasserfall (Vaňovský vodopád)                                                                    | Podlešínský potok                                                | Vaňov, Okres Ústí nad Labem                                               | 18        | Böhmisches Mittelgebirge (Lage)                                  |       |
| Olšinský vodopád                                                                                          | Kojetický potok                                                  | Olšinký (Wolfsschlinge bei Schwaden), OT von Svádov, Okres Ústí nad Labem | 11        | Böhmisches Mittelgebirge (Lage)                                  | siehe |
| Budovský vodopád                                                                                          | Rockelloch (Budovský potok Vlčí rokle)                           | Budov bei Svádov, Okres Ústí nad Labem                                    | 7         | Böhmisches Mittelgebirge (Lage)                                  | siehe |
| Vodopád na Kolenském potoce                                                                               | Kolná                                                            | Kolné, OT von Stvolínky, Okres Česká Lípa                                 | 3         | Böhmisches Mittelgebirge (Lage)                                  |       |
| Svojkovský vodopád                                                                                        | Svojkovský potok                                                 | Svojkov, Okres Česká Lípa                                                 | 3         | Böhmisches Mittelgebirge (Lage)                                  |       |
| Bubovické vodopády                                                                                        | Bubovický potok                                                  | Srbsko, Okres Beroun                                                      |           | Böhmischer Karst (Český kras) (Lage)                             |       |
| Vodopád Polepky                                                                                           | Polepka oder Chotouchovský potok                                 | Polepy, Kreis Kolín                                                       |           | Mittelböhmen (Středočeský kraj) (Lage)                           |       |